# Костянтівка
Костянті́вка (до 1931 — Костянтинівка) — село в Україні, у Зміївській міській громаді Чугуївського району Харківської області. Населення становить 424 осіб. До 2020 орган місцевого самоврядування — Борівська сільська рада.

## Географія

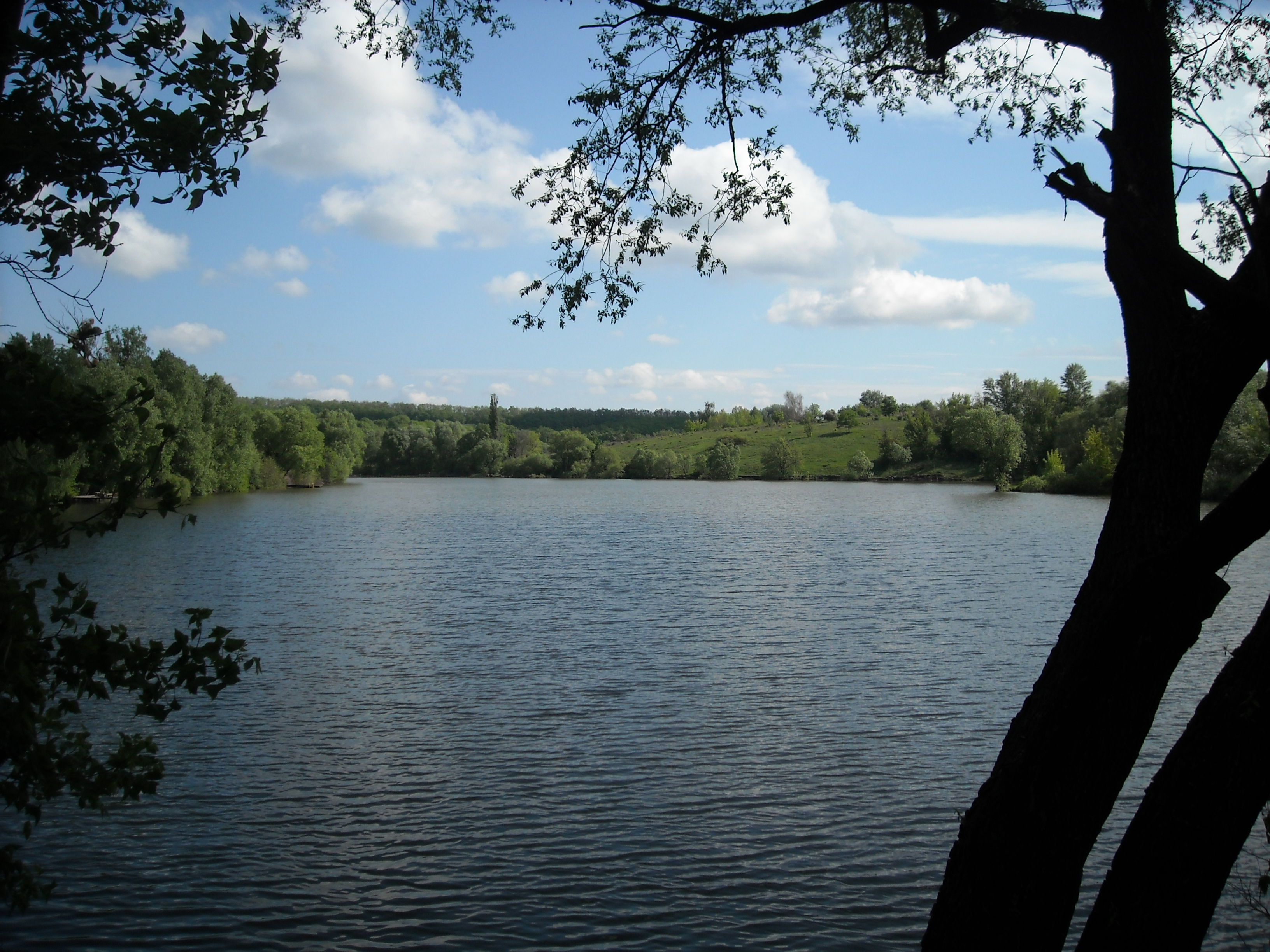
Вид з греблі на панський ставок. На пагорбі знаходився маєток Захаржевських

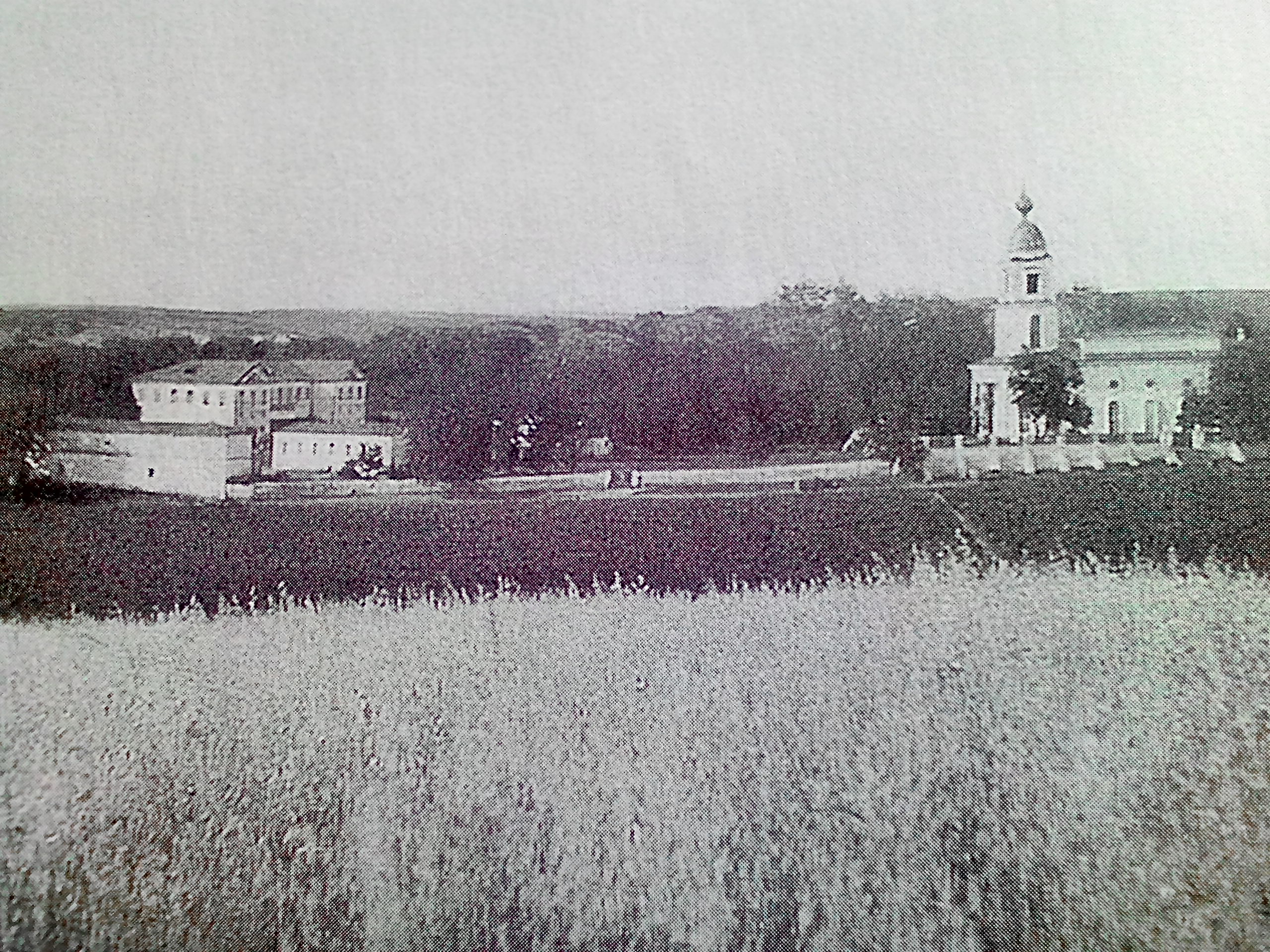
Маєток Головкіна-Хвощинського (до цього Донців-Захаржевських) та храм Різдва Богородиці (1914 рік)

Село Костянтівка знаходиться біля витоків річки Борова (ліва притока річки Мжа) між річками Мжа (8 км) і Уда (5 км). За 3 км від села розташована залізнична станція Звидки.

## Походження назви
Первісна назва села Костянтинівка утворена від імені першого власника Костянтина Григоровича Донець-Захаржевського, ізюмського козацького полковника, сина Григорія Єрофійовича Донець-Захаржевського, харківського козацького полковника.

## Історія
В 1689 році землі, що належали частиною Бірківським жителям, які втратили їх за «грабіжництво», частиною залишилися не зайнятими, дані були Ізюмському козацькому полковнику Костянтину Григоровичу Донцю в власницьке володіння царською грамотою 1689 року і затверджені за дітьми його жалуваною грамотою від 12 липня 1693 року в нагороду «за багато служб діда їх Григорія і за службу і смерть батька їх Костянтина», вбитого в бою з татарами в 1692 році. Можливо, саме тоді село отримало назву Костянтинівка.
В 1689—1871 роках — маєток Донців-Захаржевських.
Перший храм на честь Різдва Богородиці побудований не пізніше 1690 року.
12 липня 1693 року, царською грамотою  Костянтівка, Великий Бурлук та Хатнє затверджені за нащадками Григорія та Костянтина Донців-Захаржевських.
В 1699 році слобода Костянтинівка як частина Зміївської сотні Харківського слобідського козацького полку увійшла до складу новоствореного Ізюмського козацького полку.
В 1780 році  було створено Харківське намісництво. Слобода Костянтинівка потрапляє до складу Харківського повіту намісництва.
В 1797 році  Харківське намісництво було перейменовано на Слобідсько-Українську губернію. У складі новоутвореної губернії на базі скасованого Чугуївського повіту, було утворено новий, Зміївський повіт, у склад якого перейшла слобода Костянтинівка.
В 1798 році  надвірний радник Андрій Михайлович Донець-Захаржевський побудував новий кам'яний храм Різдва Пресвятої Богородиці, на місці старої церкви. Архітектором був Харківський міський архітектор Ярославський Петро Антонович.
За даними на 1864 рік у власницькому селі Замостянської волості Зміївського повіту, мешкало 809 осіб (387 чоловічої статі та 422 — жіночої), налічувалось 159 дворових господарств, існувала православна церква, відбувалось 2 ярмарки на рік.
В 1871 році  останній у роді Донців-Захаржевських, дійсний статський радник Дмитро Андрійович, був задушений племінником своїм Похвісневим. Село переходить у власність до його зятя, графа Головкіна-Хвощінського.
На початку квітня 1918 року в селі відбувся бій між німецькими та більшовицькими військовими підрозділами.  8 квітня 1918 року під тиском німецьких військ більшовицькі війська очолювані товаришем Артемом (Сергєєв) залишають Харків залізницею у напрямку Зміїва. Біля роз’їзду Зідьки, ешелон вимушений був зробити зупинку у зв’язку з вибухами на колії. Розвідники червоних помітили загін німецької кінноти, які рухалися у напрямку села Костянтинівка, переслідуючи вершників розвідники червоних зіштовхнулися з німецькими підрозділами на східній окраїни села. Пізніше до села підійшло підкріплення червоних, бойова група у складі: 1-го Харківського кінно-партизанського загону, 1-го Харківського пролетарського полка, загону червоногвардійців-залізничників. Внаслідок бойових дій, кайзерівські війська були розгромлені та залишили село. Червони частини повернулися до ешелону і після відновлення залізничної колії продовжили рух далі. В 1959 році, в центрі села, був встановлений обеліск присвячений цим подіям.
В 1931 році  радянською владою село перейменовано в Костянтівка.
Село постраждало внаслідок геноциду українського народу, проведеного урядом СРСР в 1932—1933 роках, кількість встановлених жертв у Водяному, Красній Поляні і Костянтівці — 246 людей.
З 7 жовтня 1941 року село було окуповане німецько-нацистськими військами. Окупація тривала до 10 березня 1943 року. Після контрнаступу німецьких військ село знову опинилося окупованим (15 березня – 27 серпня 1943 року).
Не задовго до окупації Харківської області, на Зміївщині Харківським обкомом було створено партизанські загони №65 та №66. До сфери діяльності загону №66 входили: села Соколове, Чемужівка, Геніївка, Шелудьківка, Красна Поляна, Борова, Гостроверхівка. Командиром партизанського загону № 66 був І. С. Любченко, комісаром - П. Н. Воробйов.
27 серпня 1943 року сили 113-ї стрілецької дивізії РСЧА відвоювали село, відновивши у селі радянську владу. В селі існує пам’ятний знак присвячений цим подіям і який встановлений на в’їзді в село зі східного напрямку.
В 1959 році, в центрі села, біля контори колгоспу імені С.М. Кірова був встановлений обеліск присвячений подіям 1918 року, коли відбувся бій між німецькими та більшовицькими загонами. Обеліск несе на собі табличку з написом «Тут вели бої харківські червоногвардійські та червонопартизанські загони з німецькими окупантами 8 квітня 1918 року під командуванням тов.. Артема» . Обеліск який існує і в наш час, стоячи біля храму, але позбавлений п’ятипроменевої на верхівці.
В 1963 році  постраждалий підчас Другої світової війни, храм Різдва Пресвятої Богородиці, був остаточно зруйнований.
У липні 2012 року селищною радою під храм було віддано будівлю клубу. Підчас робот з перебудови будівлі під нові цілі, в ній відбувалися молебні та панахиди по суботах і неділях, а також в святкові дні. 
9 серпня 2013 року було зареєстровано Костянтівську релігійну громаду. Настоятелем був призначений ієрей Сергій Петрович Пронников. На будівлю храму було встановлено купол.
12 червня 2020 року, відповідно до Розпорядження Кабінету Міністрів України  № 725-р «Про визначення адміністративних центрів та затвердження територій територіальних громад Харківської області», увійшло до складу Зміївської міської громади.
19 липня 2020 року, в результаті адміністративно-територіальної реформи та ліквідації Зміївського району, село увійшло до складу Чугуївського району Харківської області.

## Населення
Згідно Сповідному розпису за 1737 рік , значиться при Костянтинівській (Різдва Богородиці) церкви: духовних 24 чоловік., 26 жінок; підданих черкасів поміщика Михайла Захаржевського: а) рядових козаків 118 чоловік., 104 жінок; б) посполитих черкасів 290 чоловік., 218 жінок; в) працівників 6 чоловік., 2 жінки; г) богаделенних 10 чоловік., 4 жінки. Потім було парафіян:
- 1770—419 чоловік., 407 жінок;
- 1790 рік — 407 чоловік., 408 жінок;
- 1810—429 чоловік., 426 жінок;
- 1830 рік — 468 чоловік., 465 жінок;
- 1850 рік — 520 чоловік., 537 жінок.

Станом на 1897 рік у селі мешкало 1 340 осіб (654 чоловічої, та 686 жіночої статі).
Станом на 1914 рік кількість мешканців зросла до 1 671 особи.
Згідно з переписом УРСР 1989 року чисельність наявного населення села становила 558 осіб, з яких 225 чоловіків та 333 жінки.
За переписом населення України 2001 року в селі мешкали 422 особи.

### Мова
Розподіл населення за рідною мовою за даними перепису 2001 року:
| Мова            | Кількість | Відсоток |
| --------------- | --------- | -------- |
| українська      | 314       | 74.06%   |
| російська       | 60        | 14.14%   |
| вірменська      | 1         | 0.24%    |
| інші/не вказали | 49        | 11.56%   |
| Усього          | 424       | 100%     |

## Визначні пам'ятки
- Братська могила радянських воїнів.
- Пам'ятний знак, присвячений відвоюванню села Радянськими військами під час Другої світової війни[13].
- Пам'ятний знак, присвячений боям червоногвардійських загонів проти німецьких частин в 1918 році під керівництвом тов. Артема[14].

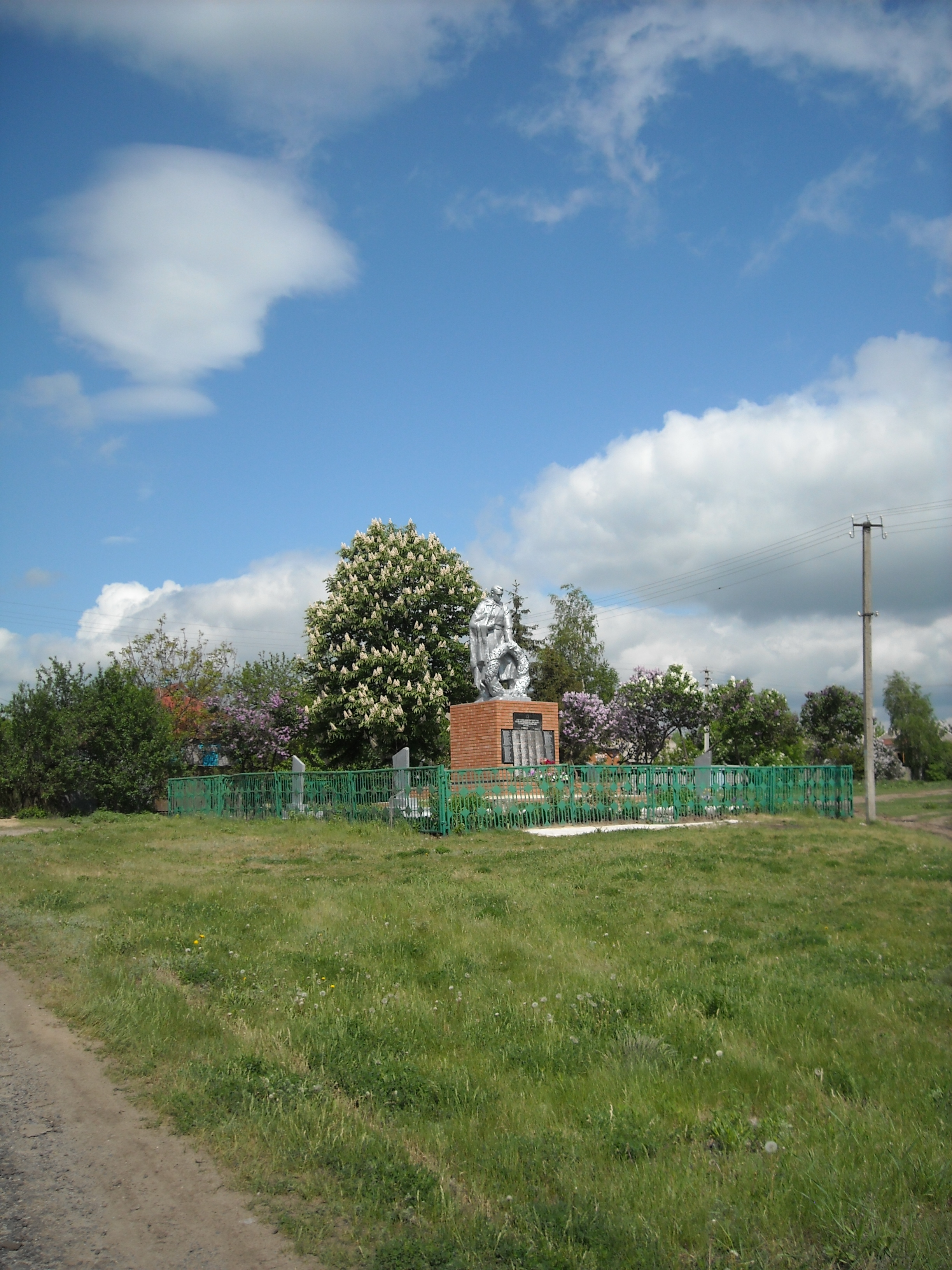
Братська могила радянських воїнів
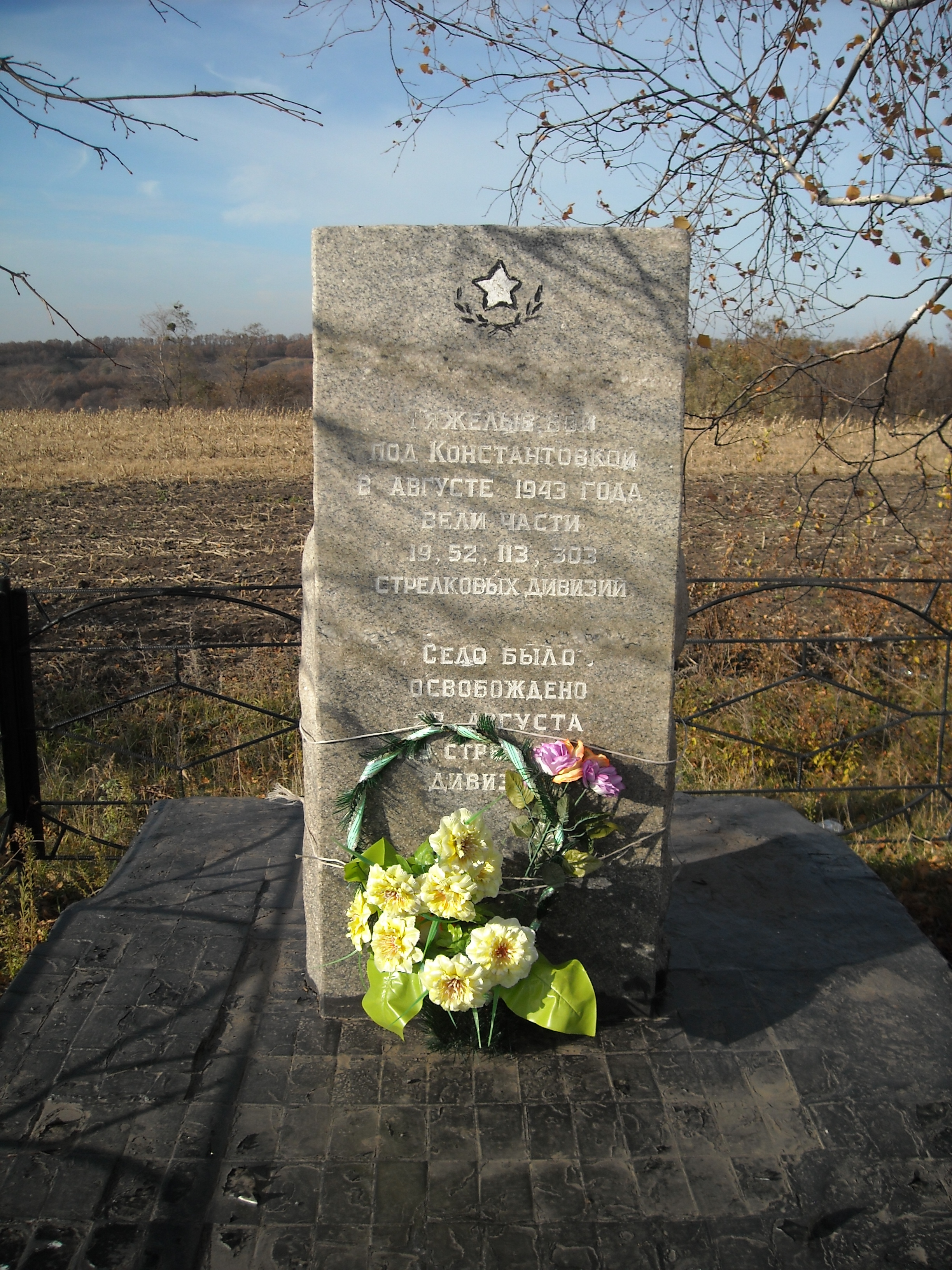
Пам'ятний знак, присвячений визволенню села радянськими військами під час Другої світової війни
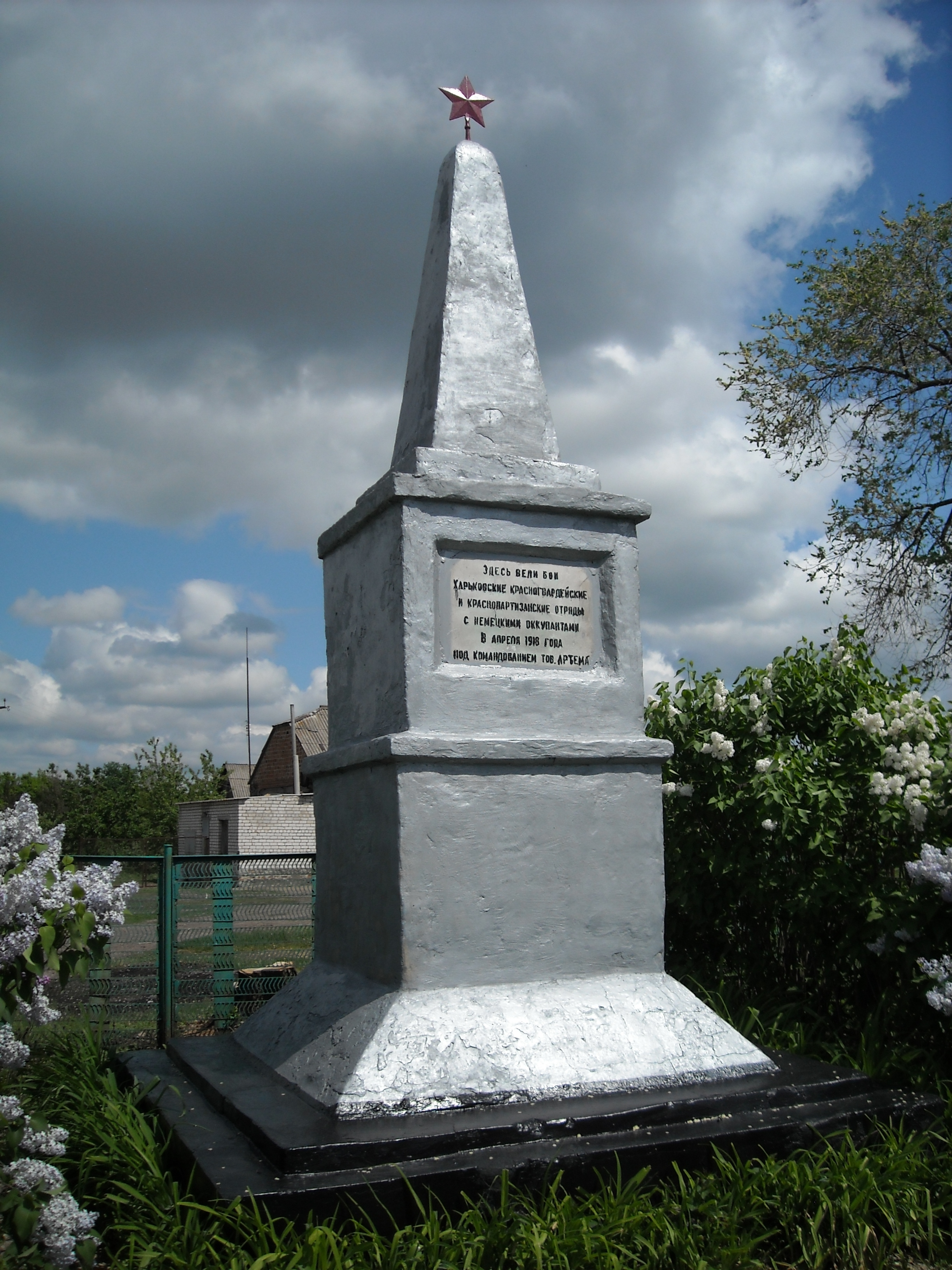
Пам'ятний знак, присвячений боям червоногвардійських загонів проти німецьких частин в квітні 1918 року під керівництвом тов. Артема

## Відомі люди
Калініченко Олександр—український військовослужбовець, учасник російсько-української війни.

## Історичні райони села

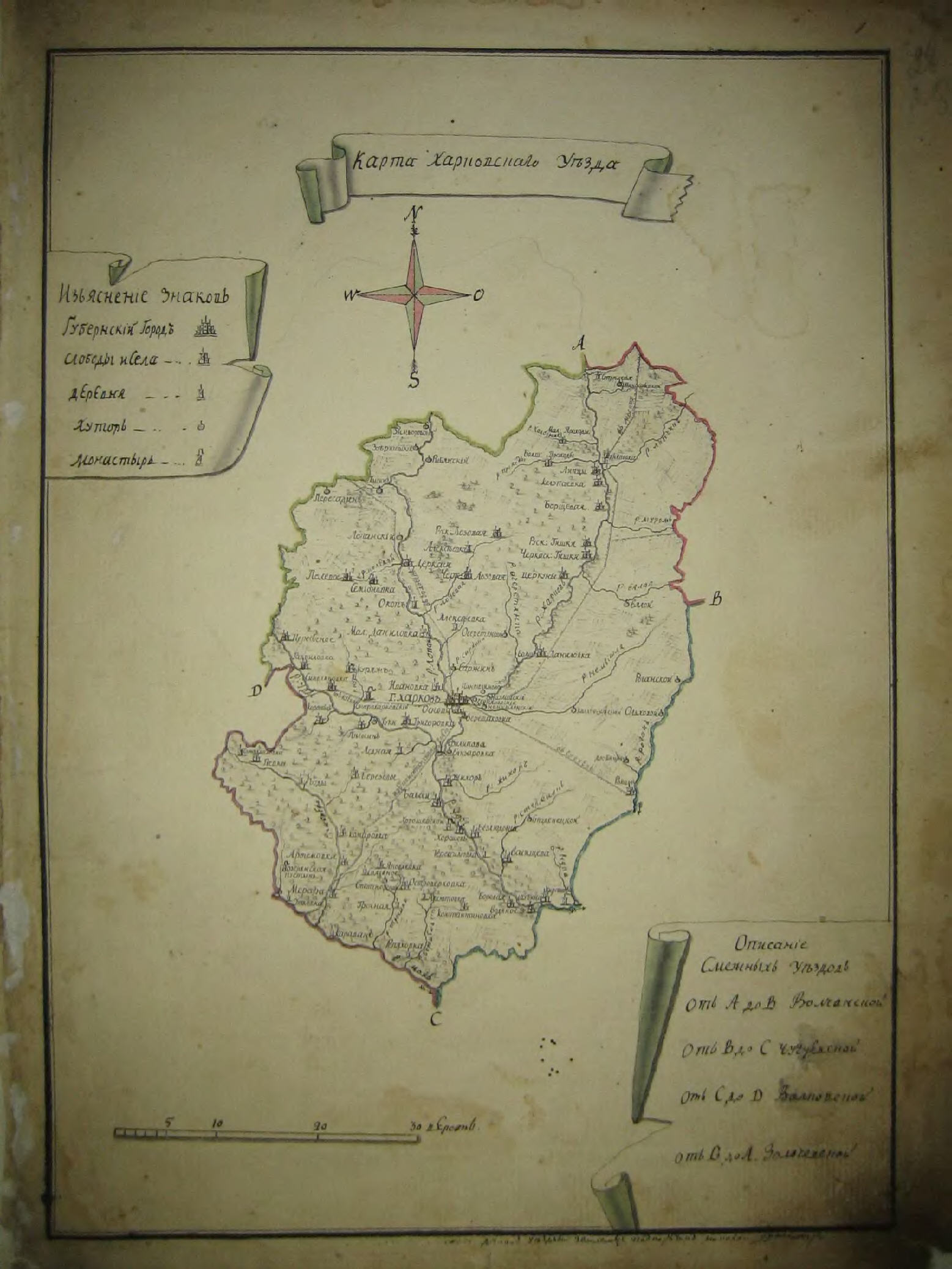
Слобода Костянтинівка на мапі Харківського повіту Харківського намісництва (1787 рік). Розташоване у південній частині повіту

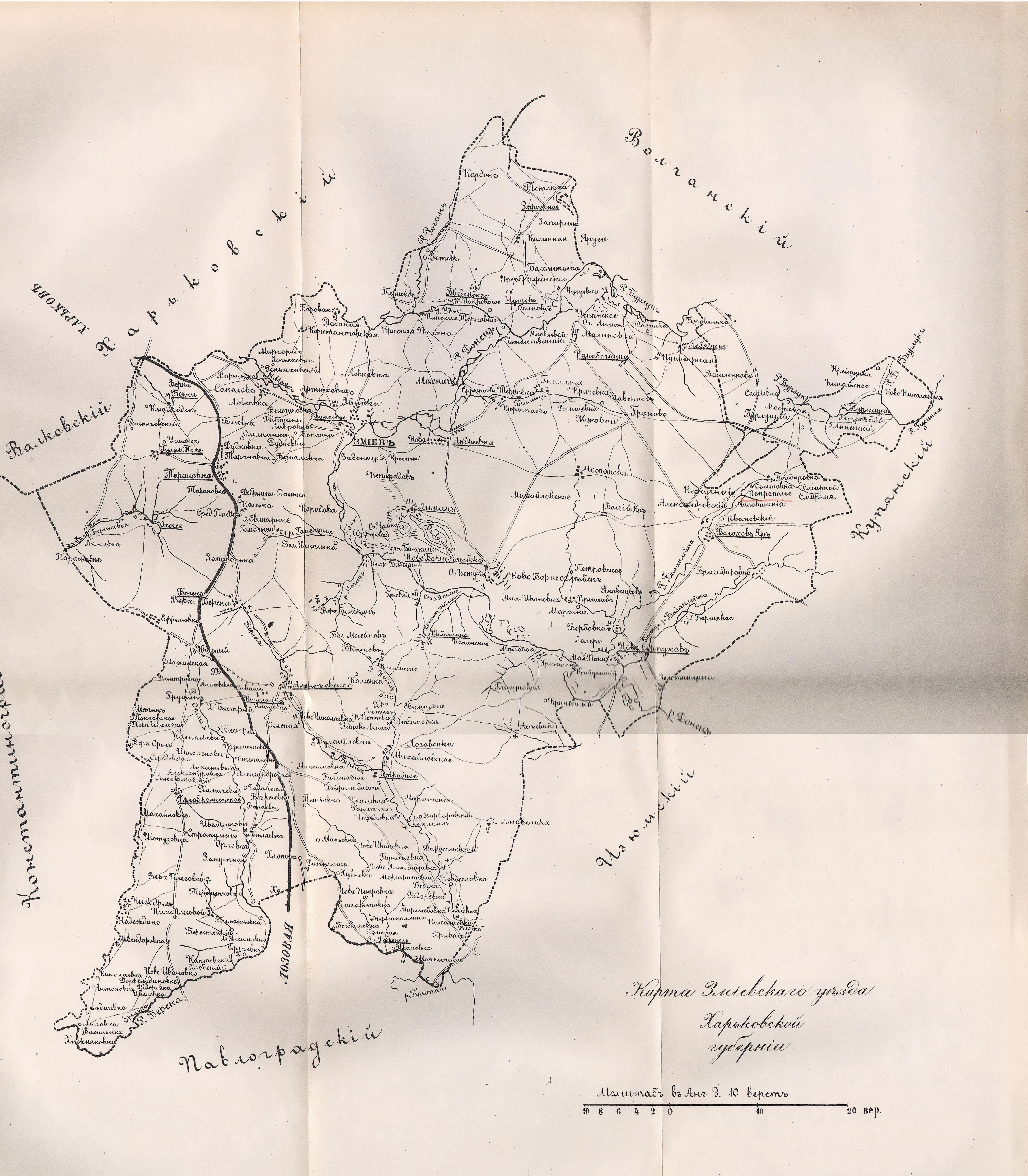
Мапа Зміївського повіту (1887 рік). Розташовання у північносхідній частині повіту

Не зважаючи на невеликий розмір село (раніше слобода) ділиться на декілька історичних районів:
- Висранка — раніше околиця села, присілки;
- Комарівка — центральна частина села. В наш час, вулиця Леніну;
- Костине — район на краю села. Цікаво, що дана назва району збігається з назвою села. Вздовж нього проходить газова магістраль;
- Ліски — низинна частина села. Коло ставка у центрі села. Переходить в урочище Красне;
- Нахалівка — частина села, відносно недавньої забудови в 60-ті роки XX ст. Розташовано по краю села, починається за кладовищем;
- Новоселівка — район села на краю села. Виходить на ставок, на третьої гачі на річці Борова. Забудована плановими будинками наприкінці 80-х років XX ст. Була заселена переселенцями;
- Село — нагірна частина села. Серединою його є Братська могила радянських воїнів, полеглих у Другу світову війну;
- Ферма — колишня колгоспна ферма. Декілька відокремлена від основного масиву села, розташована у східній частині.

## Навколишні місця
Село розташоване у степній частині району. Але навколо, є декілька мальовничих урочищ. Вздовж краю села, протікає річка Борова. Її в чотирьох місцях загачено, утворивши мальовничі ставки. На їхніх берегах, створені умови для культурного відпочинку, та рибальства.
- Ведмеже — урочище вздовж ставка на четвертій гачі на річці Борова, на південь від села;
- Гаряче — урочище, розташоване, коло четвертої гачі річки Борова. Південніше від урочища Ведмежого. За ним починаються ліс Малий Бір. Через греблю іде шлях на села Миргороди та Гостроверхівку;
- Красне — урочище. Змикається з районом села «Ліски»;
- Маджарине — урочище на північний захід від села. Вздовж його протікає річка Борова. Там бере початок ставок, коло другої гачі на річці;
- Нечипурчене — невеличке урочище, вздовж ярків. Починається за «Фермою»;
- Спільне — урочище на північний захід від села, північніше від урочища Маджарене. Розташоване навколо ставку, на першій гачі, на річці Борова;
- Товсте — урочище. Розташовано вздовж ярів, починається за урочищем Нечепурчиним, від якого відокремлено невеликою степною частиною.

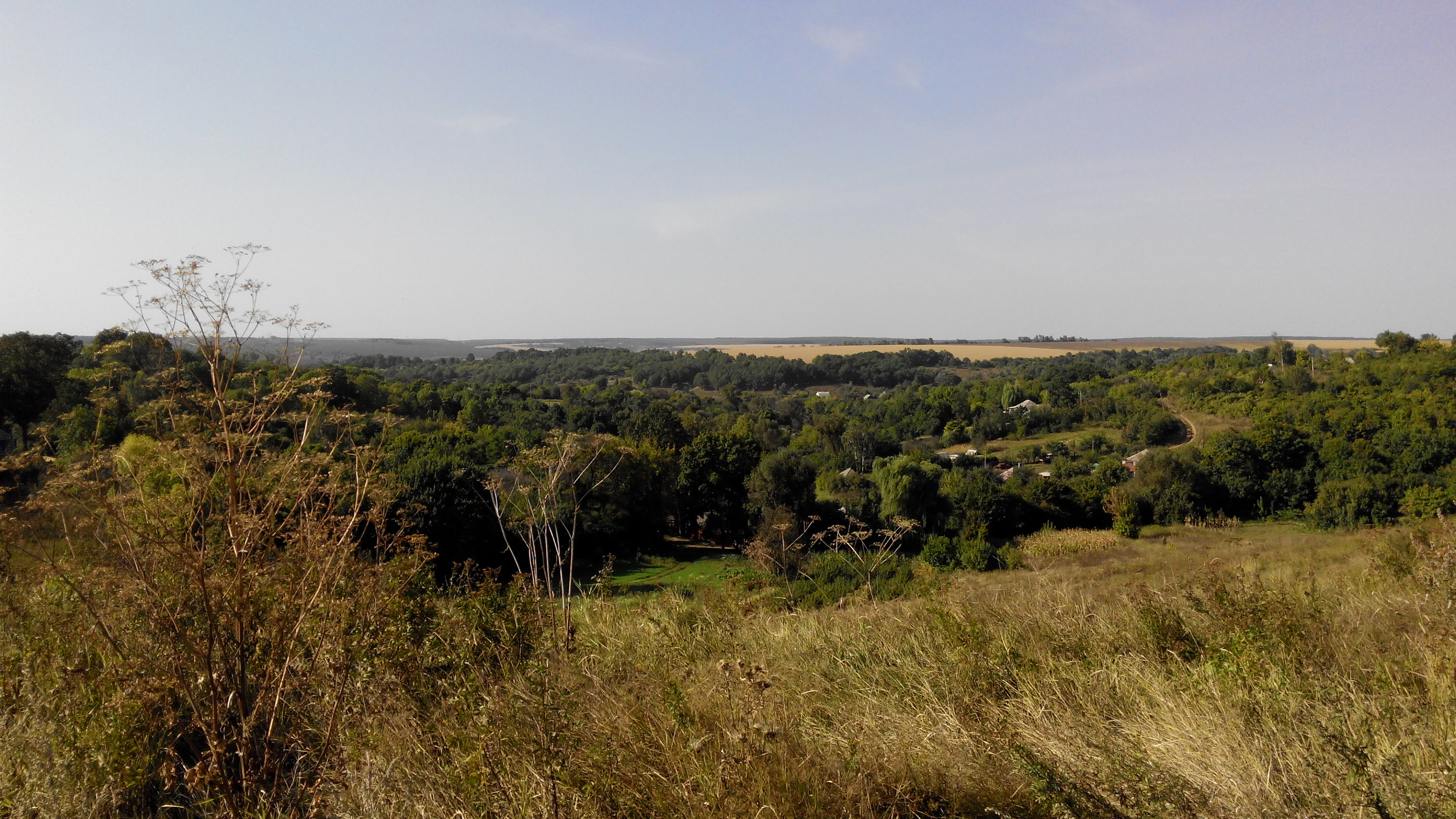
Краєвид села, дивлячись на частину села — Костене.
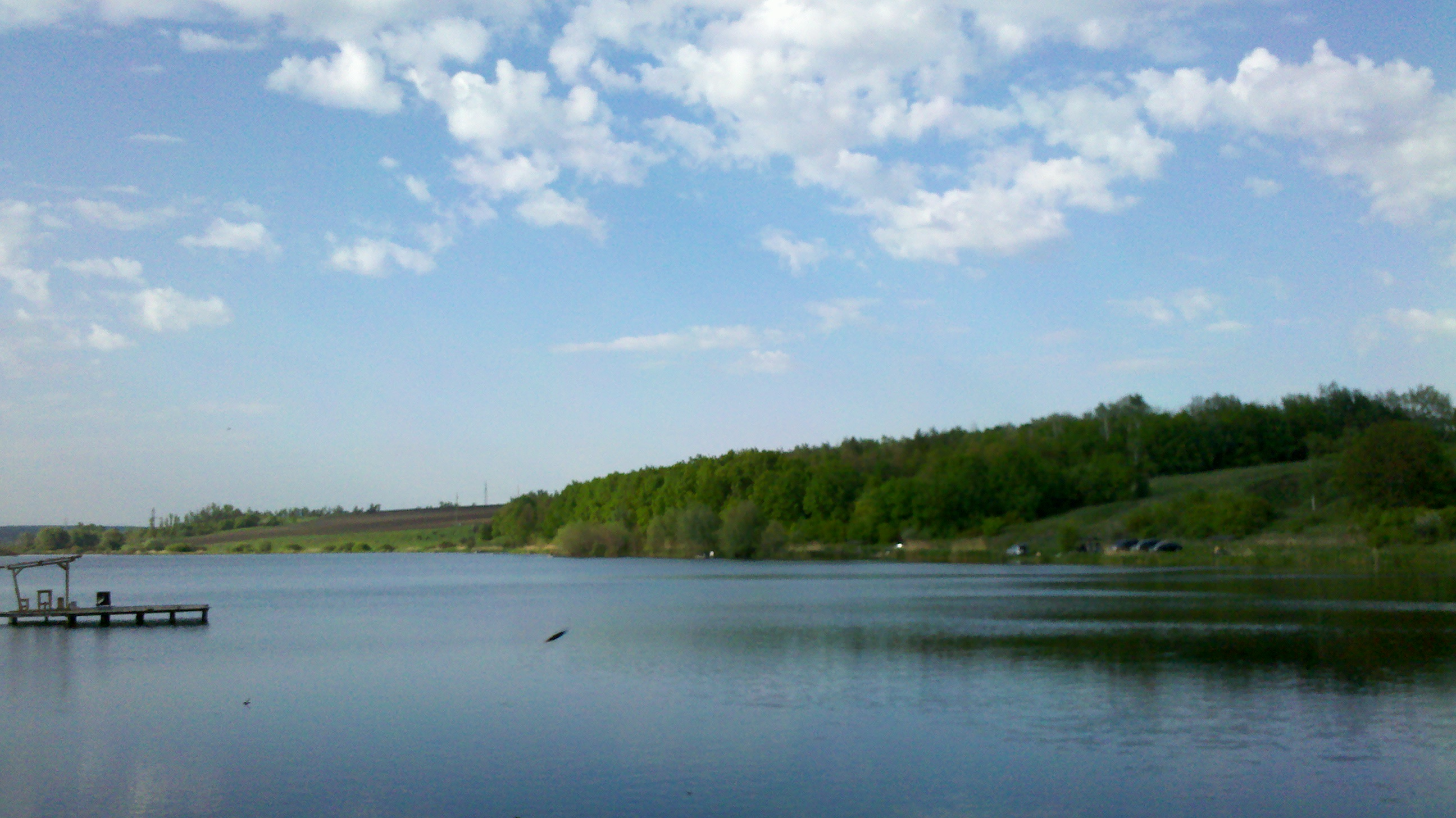
Ставок на четвертій гачі річки Борова. На правому березі можна побачити урочище Ведмеже.
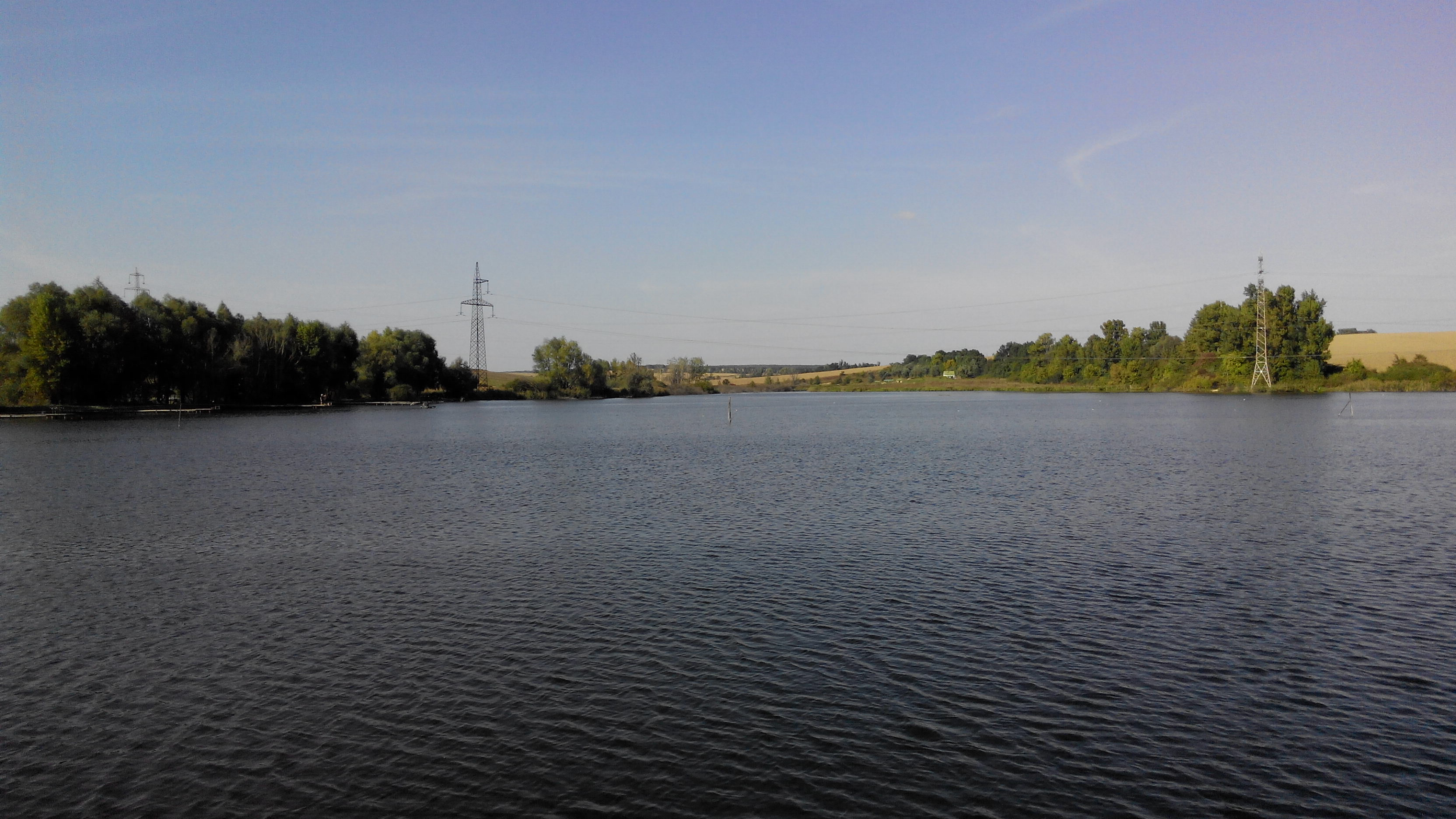
Ставок на третій гачі річки Борова.
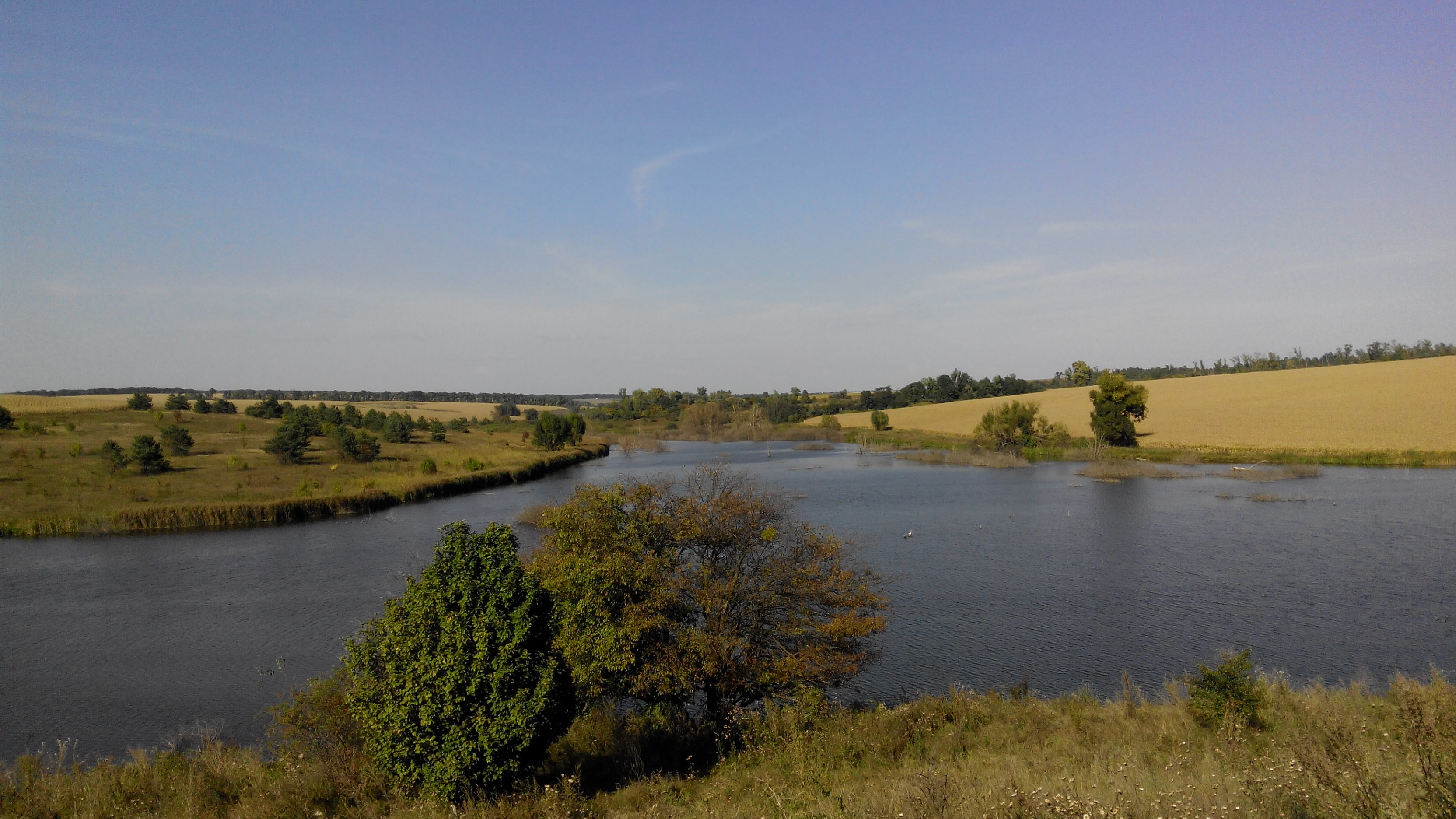
Ставок на другій гачі річки Борова. На протилежному березі ставку можливо побачити урочище  Маджарене.

## Цікаві факти

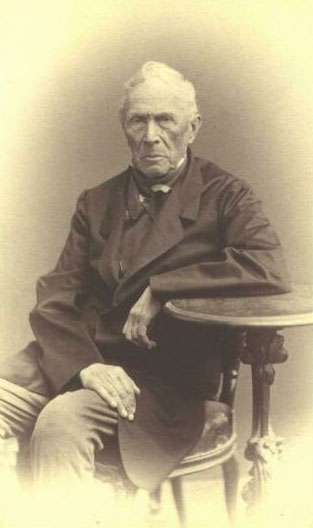
Дмитро Андрійович Донець-Захаржевський

- Основою колекції комах і мінералів Харківського музею природи, стала особиста колекція Дмитра Андрійовича Донець-Захаржевського. Більшість її експонатів були зібрані в околицях села.
- Оскільки Різдвяно-Богородичний храм, що розташовувався в селі був знищений в 1963 році, то і більшість могил що знаходилися в його межах були знищені теж, родовий склеп був замурований. Єдиний надгробок зберігся з дореволюційного періоду, і тепер знаходиться на території сільського кладовища.

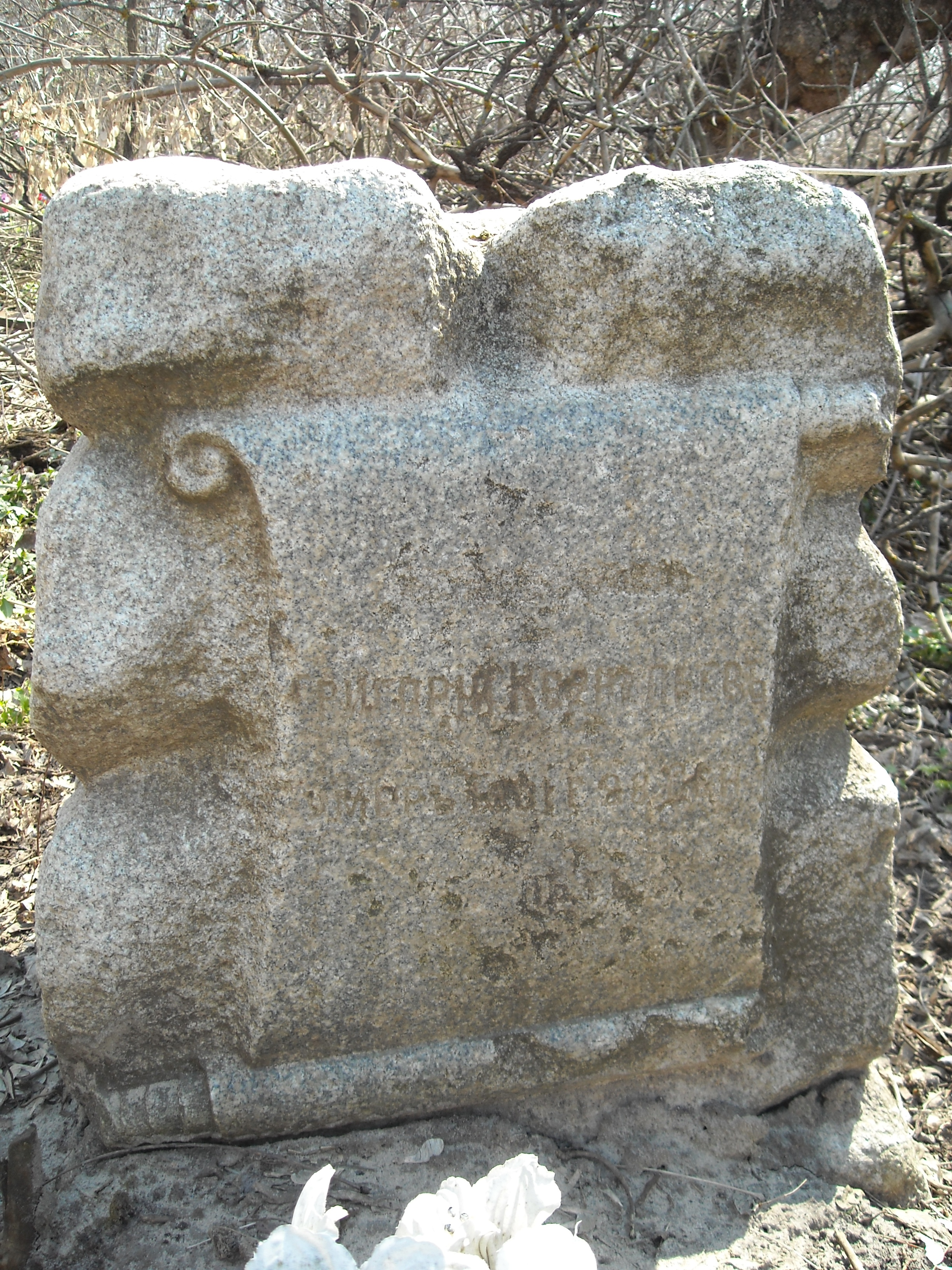
Надгробок
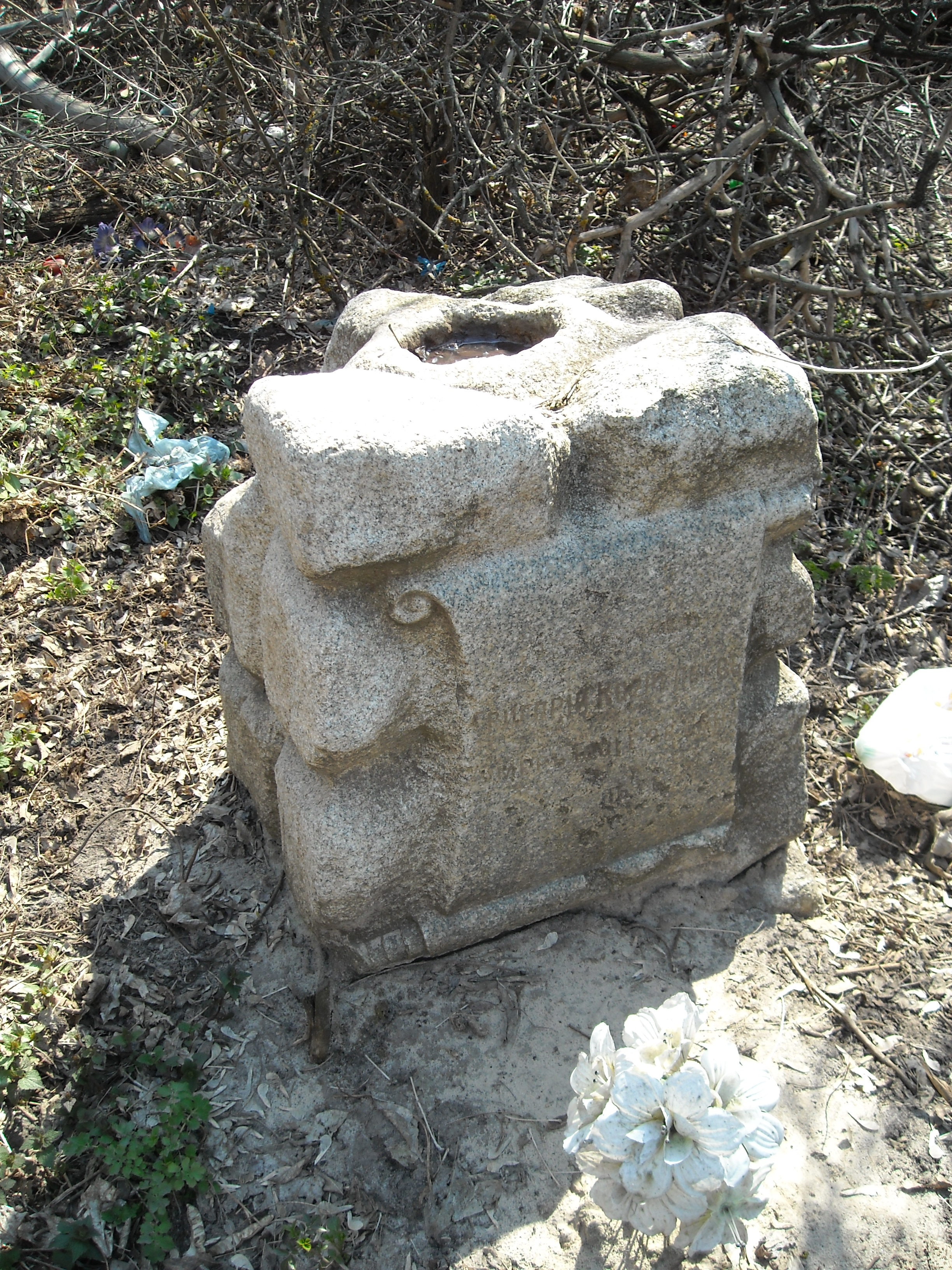
В такому стані зараз знаходиться могила

- Згідно з «Історико-статистичного опису Харківської єпархії» (Філарет) в Костянтинівській Різдвяно-Богородичній церкві знаходилася чудодійна ікона Казанської Божої Матері. Після того як функціонування церкви було припинено в 1930-ті роки, все церковне начиння, так само й ікона Казанської Божої Матері, безслідно зникли.
- 13 вересня 2014 року, була освячена нова Різдвяно-Богородицька церква. Вона є приємницькою, до старої (зруйновної у 1963 року) церкви. Розташована у колишньому сільському клубі. На місці старої церкви, розташована сільська загальноосвітня Костянтівська школа.
- На в'їзді до села, можна побачити, дещо дивний дорожній знак. Він несе на собі інше найменування села (Константівка).

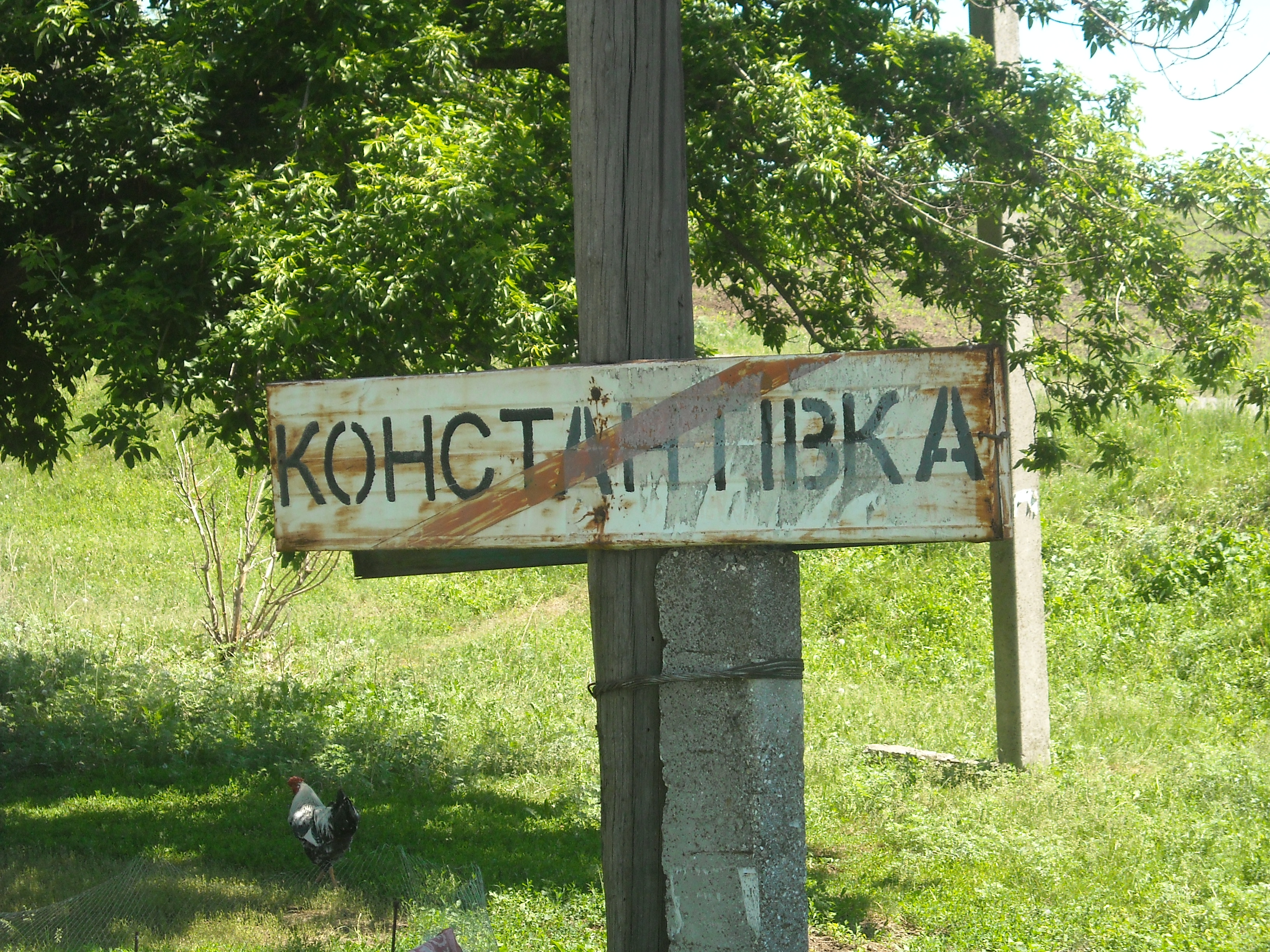
Світлина зроблена при виїзді із села

- У селі Соколове з оборотного боку стіни Меморіалу загиблим односельцям, зображена мапа Битви біля села Соколове (березень 1943), де серед іншого присутнє село Костянтівка. Слід зауважити, що село на мапі фігурує під назвою «Константинівка»

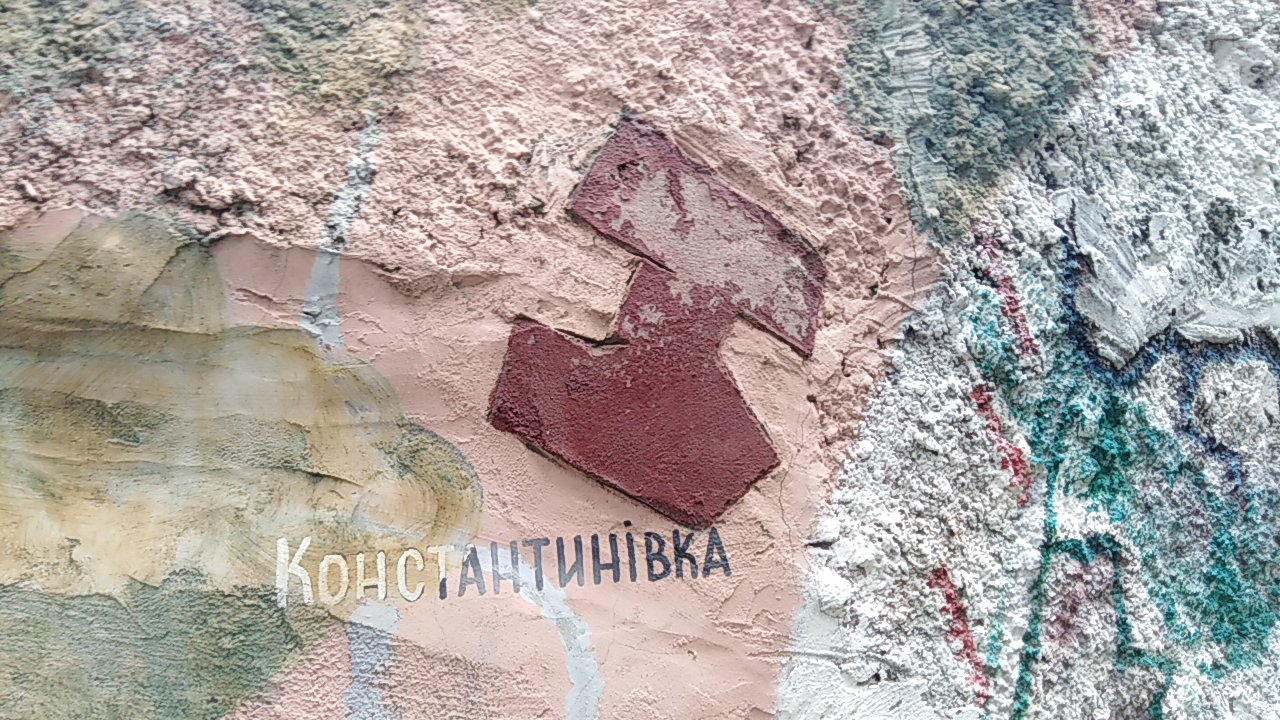